# Šambronka
Šambronka – potok, prawy dopływ Popradu na Słowacji. Jest ciekiem 4 rzędu o długości 12 km. Wypływa  na wysokości około 1115 m na północno-wschodnich zboczach szczytu Kuligura (1250m) w Górach Lewockich. Po opuszczeniu porośniętych lasem gór wypływa na Šariš (podregion Jakubianska brázda). Przepływa przez pola uprawne i zabudowane obszary miejscowości Šambron, dokonuje przełomu przez pas wzniesień Hromovec i wypływa na równiny Ľubotínska pahorkatina. Przepływa przez miejscowość Plavnica i na wysokości 495 m uchodzi do Popradu.
Główne dopływy: Uhliskový potok, Dlhý potok i Jasenok. 
Zlewnia znajduje się w dwóch regionach geograficznych: Góry Lewockie i Šariš (podregiony: Jakubianska brázda, Hromovec i Ľubotínska pahorkatina.